# Б'янка Романова
Б'янка Романова (англ. Bianca Romanova; нар. 4 травня 1974, Україна) — українська порноакторка.
Потрапила в порноіндустрію в 1998 році у віці 24 років. Знімалася для порностудії Wicked Pictures. Покинула порноіндустрію в 2000 році.

## Фільмографія
- Dirty Deals
- Sodomania 33: Strange Days
- Angel's Contract 1
- Angel's Contract 2
- Cumspiracy